# Duluth, Minnesota
Duluth là một thành phố cảng thủ phủ quận Saint Louis trong tiểu bang Minnesota, Hoa Kỳ. Thành phố có diện tích  km², dân số theo điều tra năm 2000 của Cục điều tra dân số Hoa Kỳ là 86.265 người. Đây là thành phố lớn thứ nhì nằm bên hồ Superior sau Thunder Bay, Ontario và có vùng đô thị lớn nhất bên hồ Superior với tổng dân số 279.771 người vào năm 2010. Tọa lạc ở điểm cực tây của Ngũ Đại Hồ, bên bờ bắc của hồ Superior, tàu biển có thể vào Duluth từ Đại Tây Dương cách đó 3700 km qua Ngũ Đại Hồ và tuyến biển Saint Lawrence.
Duluth hình thành một khu vực đô thị với Superior, Wisconsin được gọi là Twin Ports. Hai thành phố cảng Duluth, Superior và cùng là cảng lớn nhất của Đại Ngũ Hồ vận chuyển than đá, quặng sắt (taconite), và ngũ cốc. Là một điểm đến du lịch miền Trung Tây, thành phố có bể cá Đại Ngũ Hồ nước ngọt duy nhất ở Mỹ, Aerial Lift Bridge bắc qua kênh đào Duluth vào cảng Dluth-Superior, Minnestota Point, một trong những doi cái nước ngọt dài nhất thế giới, với chiều dài 6 dặm (9,7 km). Thành phố này cũng là điểm khởi đầu cho các chuyến đi xe dọc theo bờ Bắc nổi tiếng của tiểu bang Minnesota.
Thành phố được đặt tên là Daniel Greysolon, Le Sieur du Luth, được biết nhà thám hiểm châu Âu đầu tiên của khu vực.